# Isachne albomarginata
Isachne albomarginata är en gräsart som beskrevs av Pieter Jansen. Isachne albomarginata ingår i släktet Isachne och familjen gräs. Inga underarter finns listade i Catalogue of Life.